# Martin Grunwald (Politiker)
Martin Grunwald (* 31. Oktober 1794 in Drewsdorf, Krs. Braunsberg; † 23. März 1874 in Bethkendorf/Krs. Braunsberg) war ein deutscher Politiker.

## Leben
Grunwald, der katholischer Konfession war, lebte in Schafsberg bei Braunsberg, wo er auch Landgeschworener und ab 1859 Kreisverordneter war. Er war 1847 Mitglied des Ersten und 1848 des Zweiten Vereinigten Landtags für die Provinz Preußen. Von 1849 bis 1852 war er für den Wahlkreis Braunsberg-Heilsberg (Wahlkreis Königsberg 5) Abgeordneter im Preußischen Abgeordnetenhaus und war politisch bei den Linken. Von 1855 bis 1858 war er erneut, nun für den Wahlkreis Heiligenbeil-Preußisch Eylau (Wahlkreis Königsberg 4) Abgeordneter. Er nahm an der Session der vereinigten beiden Häuser teil. Zuletzt vertrat er 1862 den Wahlkreis Braunsberg-Heilsberg im Abgeordnetenhaus, nun für das Zentrum.